# Enrique Iglesias (álbum)
Enrique Iglesias es el álbum de estudio debut homónimo del cantautor español Enrique Iglesias. Fue lanzado al mercado por la compañía discográfica Fonovisa Records en su versión al castellano el 21 de noviembre de 1995, mientras que su versión en italiano fue lanzada el 3 de septiembre de 1996. El álbum fue producido por el reconocido compositor y productor musical español Rafael Pérez Botija.
El disco ganó un Premio Grammy al mejor álbum de pop latino en la 39°. entrega anual de los Premios Grammy celebrada el miércoles 26 de febrero de 1997. 
Logró recibir una certificación de oro en Portugal después de cinco semanas de ventas y ha logrado vender más de 5 millones de copias mundialmente. En Estados Unidos fue certificado disco de platino el 18 de noviembre de 1996 por la RIAA.
Los cinco sencillos del álbum lograron alcanzar el puesto número uno del Hot Latin Tracks de Billboard, estos son: «Si tú te vas», «Experiencia religiosa», «Por amarte», «No llores por mí» y «Trapecista», logrando convertirse en el álbum latino con más canciones en este puesto junto a Selena y superando a Jon Secada con cuatro canciones.

## Rendimiento comercial
El álbum debutó en la lista Top Latin Albums de Billboard en el puesto 38, en la semana del 23 de diciembre de 1995 y regresó al top 10 cinco semanas después. El álbum quitó del puesto a Dreaming of You (1995) de Selena en la semana del 25 de mayo de 1996 (después de estar 28 semanas en la tabla), durando diez semanas consecutivas en posición y una semana extra después de estar alejado del primer puesto por el álbum recopilatorio Macarena Mix. El álbum pasó 73 semanas dentro del Top 10 (con al menos dos semanas en cada posición) y 100 semanas en el listado.

## Lista de canciones
| Enrique Iglesias |                         |                                    |          |  |
| N.º              | Título                  | Escritor(es)                       | Duración |  |
| 1.               | «No llores por mí»      | Enrique Iglesias · Roberto Morales | 4:11     |  |
| 2.               | «Trapecista»            | Rafael Pérez Botija                | 4:27     |  |
| 3.               | «Por amarte»            | Enrique Iglesias · Roberto Morales | 4:00     |  |
| 4.               | «Si tú te vas»          | Enrique Iglesias · Roberto Morales | 4:00     |  |
| 5.               | «Si juras regresar»     | Rafael Pérez Botija                | 4:24     |  |
| 6.               | «Experiencia religiosa» | Chein García Alonso                | 5:32     |  |
| 7.               | «Falta tanto amor»      | Enrique Iglesias · Roberto Morales | 3:55     |  |
| 8.               | «Inalcanzable»          | Enrique Iglesias · Roberto Morales | 3:35     |  |
| 9.               | «Muñeca cruel»          | Rafael Pérez Botija                | 4:18     |  |
| 10.              | «Invéntame»             | Marco Antonio Solís                | 3:49     |  |
| 40:35            |                         |                                    |          |  |

| Versión en italiano |                                                |          |  |
| N.º                 | Título                                         | Duración |  |
| 1.                  | «Piangerai Per Me» (No llores por mí)          | 4:03     |  |
| 2.                  | «Per Amarti» (Por amarte)                      | 4:08     |  |
| 3.                  | «Se Te Ne Vai» (Si tú te vas)                  | 4:03     |  |
| 4.                  | «Esperienza Religiosa» (Experiencia religiosa) | 5:33     |  |
| 5.                  | «Corri Vai da Lui» (Falta tanto amor)          | 3:56     |  |
| 6.                  | «Bambola Crudele» (Muñeca cruel)               | 4:58     |  |
| 7.                  | «Esperienza Religiosa» (Remix)                 | 5:02     |  |
| 8.                  | «Se Te Ne Vai» (Remix)                         | 4:32     |  |
| 34:55               |                                                |          |  |

| Versión en portugués |                                                 |          |  |
| N.º                  | Título                                          | Duración |  |
| 1.                   | «Se Você Se Vai» (Si tú te vas)                 | 4:00     |  |
| 2.                   | «Experiência Religiosa» (Experiencia religiosa) | 4:58     |  |
| 3.                   | «Não Vai Chorar Por Mim» (No llores por mí)     | 4:11     |  |
| 4.                   | «Trapecista»                                    | 4:27     |  |
| 5.                   | «Si juras regresar»                             | 4:24     |  |
| 6.                   | «Falta Aquele Amor» (Falta tanto amor)          | 3:55     |  |
| 7.                   | «Muñeca cruel»                                  | 4:18     |  |
| 8.                   | «Experiencia religiosa»                         | 5:32     |  |
| 9.                   | «Inalcanzable»                                  | 3:35     |  |
| 10.                  | «Amar É...» (Por amarte)                        | 4:00     |  |
| 11.                  | «No llores por mí»                              | 4:11     |  |
| 12.                  | «Si tú te vas»                                  | 4:00     |  |
| 13.                  | «Invéntame»                                     | 3:49     |  |

## Créditos y personal
| - Gordon Lyon: Ingeniero, grabación, mezcla - Víctor McCoy: Asistente de ingeniero - Paul McKenna: Ingeniero - Frank Rinella: Asistente de ingeniero - Pat Grehan: Asistente de ingeniero - Brad Haeneo: Asistente de ingeniero - Eric Ratz: Ingeniero - Barry Rudolph: Ingeniero - Miguel de la Vega: Ingeniero | - Brad Haehnel: Asistente de ingeniero - Shawn Edmondson: Asistente de ingeniero - Brooks Larsons: Asistente de ingeniero - Tony Franco: Coordinador - Christina Abaroa: Coordinador - Stephan Ach: Fotografía - Alan Silfen: Fotografía - Fernando Martínez: Fotografía - Eireen Kolm: Estilismo - Christian Kolm: Estilismo |

### Músicos
| - Rafael Pérez Botija: Productor, organizador, teclados, órgano - Enrique Iglesias: Vocales - Scott Alexander: Bajo - Gregg Bissonette: Batería - Robbie Buchanan: Órgano Hammond - Luis Conte: Percusión - George Doering: Guitarra - Christian Kolm: Guitarra - Michael Landau: Guitarra - Mike Frances: Guitarra | - Roberto Morales: Guitarra, compositor, arreglista - Manuel Santisteban: Organizador, teclados - Randy Waldman: Piano - Francis Benítez: Vocales, coro - Leyla Hoyle: Vocales, coro - Carlos Murguía: Vocales, coro - Kenny O'Brian: Consejero, vocales - Stephanie Spruill: Vocales, Góspel |

## Posicionamiento en listas
| Lista (1995-96)                   | Mejor posición |
| --------------------------------- | -------------- |
| Bélgica (Ultratop flamenca)       | 21             |
| España (PROMUSICAE)               | 5              |
| Estados Unidos (Billboard 200)    | 148            |
| Estados Unidos (Top Latin Albums) | 1              |
| Estados Unidos (Latin Pop Albums) | 1              |
| México (Top 100)                  | 1              |
| Países Bajos (Album Top 100)      | 67             |
| Portugal (AFP)                    | 2              |

### Sucesión en listas
| Predecesor: Dreaming of You de Selena       | U.S. Billboard Top Latin Albums — Álbum N°. 1 (Primera vuelta) 25 de mayo de 1996 - 2 de agosto de 1996    | Sucesor: Macarena Mix de Varios artistas |
| Predecesor: Macarena Mix de Varios artistas | U.S. Billboard Top Latin Albums — Álbum N°. 1 (Segunda vuelta) 10 de agosto de 1996 - 16 de agosto de 1996 | Sucesor: Macarena Mix de Varios artistas |

| Predecesor: Dreaming of You de Selena        | U.S. Billboard Latin Pop Albums — Álbum N°. 1 (Primera vuelta) 25 de mayo de 1996 - 2 de agosto de 1996    | Sucesor: Macarena Mix de Varios artistas |
| Predecesor: Marcarena Mix de Varios artistas | U.S. Billboard Latin Pop Albums — Álbum N°. 1 (Segunda vuelta) 10 de agosto de 1996 - 16 de agosto de 1996 | Sucesor: Macarena Mix de Varios artistas |

## Certificaciones
| País           | Organismo certificador | Certificación | Ventas  | Ref.   |
| -------------- | ---------------------- | ------------- | ------- | ------ |
| Argentina      | CAPIF                  | Platino       | 60 000  | [ 14 ] |
| Brasil         | PMB                    | Oro           | 200 000 | [ 16 ] |
| España         | PROMUSICAE             | 4× Platino    | 400 000 | [ 17 ] |
| Estados Unidos | RIAA                   | Platino       | 1 000   | [ 18 ] |
| México         | AMPROFON               | Oro           | 100 000 | [ 19 ] |